# Rileya asiatica
Rileya asiatica är en stekelart som beskrevs av Zerova 1976. Rileya asiatica ingår i släktet Rileya och familjen kragglanssteklar.
Artens utbredningsområde är Turkmenistan. Inga underarter finns listade i Catalogue of Life.